# Григгс (вулкан)
Григгс — стратовулкан, расположенный на Аляске, США. Альтернативное название вулкана англ. Knife Peak Volcano. Вулкан назван в честь американского ботаника Роберта Григгса.
Вулкан находится на северо-восточной оконечности долины Десять тысяч дымов (англ. Valley of Ten Thousand Smokes) национального парка Катмай. Является одной из самых высоких гор вулканической группы Катмай, которая расположена в 10 км от Григгса. Возник в эпоху позднего плейстоцена. На севере вулкана расположены ледники. Продолжал формироваться в современный период. В этот период образовался 1,5 км уступ, состоящий из обломочных пород. В нём возникли 3 кратера. Лавы вулкана состоят из андезитов, встречаются брекчии, присутствуют оливины, пироксены. Имеются фумарольные поля ниже 1750 м на юго-западном склоне. Активность фумарол слышна на большом расстоянии. Последствия извержения вулкана Новарупта, произошедшего в 1912 году, видны в окрестностях Григгса в виде серых отложений на почвах. Последний раз вулкан извергался более 3,5 тысяч лет назад.